# Лоринг, Уильям
Уильям Уинг Лоринг (англ. William Wing Loring; 4 декабря 1818, Уильмингтон — 30 декабря 1886) — американский юрист, политик и военный, участник Мексиканской войны, генерал армии Конфедерации в годы Гражданской войны. После войны стал генералом египетской армии и участвовал в египетско-эфиопской войне.

## Ранние годы
Лоринг родился в северокаролинском Уильмингтоне, в семье Ройбена и Ханны Лоринг. Он был потомком дьякона Томаса Лоринга, который переехал из Англии в Массачусетс в 1634 году. Когда ему было четыре года, семья переехала в Сент-Огастин во Флориде, где уже в 14 лет Лоринг начал свою карьеру военного: он вступил во флоридское ополчение и стал воевать с индейцами-семинолами.
Когда ему было 17 лет, он сбежал из дому, чтобы принять участие в войне за независимость Техаса, но вскоре был обнаружен своим отцом и возвращён домой. В последующие несколько лет он участвовал во второй семинольской войне и дослужился до звания второго лейтенанта. В 1837 году его отправили в школу в Александрии. С 1839 по 1840 годы он изучал право в Джорджтаунском университете и в 1842 году был допущен к юридической практике во Флориде. В 1843 году Лоринга избрали в палату представителей штата, где он прослужил до 1845 года. В 1845 году он попытался избраться в сенат штата, но не смог.
Когда в 1846 году началась Мексиканская война, Лоринг вступил в полк конных стрелков (Mounted Rifles) и ещё до начала боевых действий получил звание майора и возглавил полк. Когда началась Мексиканская кампания Скотта, полк был отправлен к Веракрусу, но из-за шторма потерял всех лошадей, поэтому в Мексике сражался в пешем строю. Лоринг слабо проявил себя в сражении при Серро-Гордо, но восстановил свою репутацию в ходе сражения при Контрерас. В ходе кампании Лоринг был трижды ранен: третий раз случился во время штурма Мехико — пуля попала в его левую руку, так что её пришлось ампутировать. В ходе войны он получил два временных повышения: до подполковника и до полковника.